# Takasu Shirō

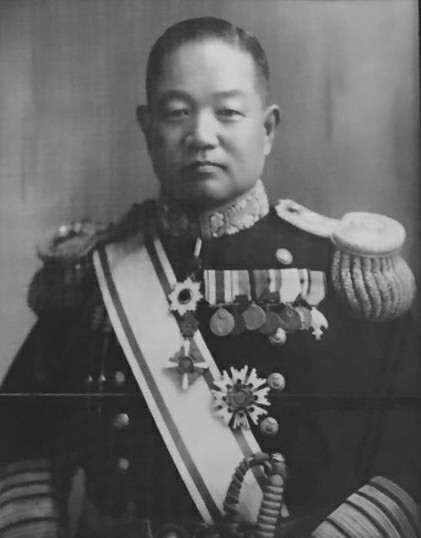
Takasu Shirō

Takasu Shirō (jap. 高須 四郎; * 27. Oktober 1884 in Sakuragawa, Japan; † 2. September 1944 in Tokio, Japan) war ein Marineoffizier der Kaiserlich Japanischen Marine, zuletzt im Dienstgrad eines Admirals, während des Zweiten Weltkriegs.

## Leben
Takasu stammte aus Sakuragawa in der Präfektur Ibaraki und absolvierte die Kaiserlich Japanische Marineakademie als Mitglied des 35. Jahrgangs. Unter seinen Jahrgangskameraden waren die späteren Admirale Kondō Nobutake und Nomura Naokuni. Er diente als Fähnrich zur See auf den Kreuzern Itsukushima und Akashi und als Unterleutnant auf dem Schlachtschiff Aki und den Panzerkreuzern Azuma und Tsukuba.
Im Dezember 1913 wurde Takasu zum Leutnant zur See befördert und diente auf dem Schlachtschiff Kawachi, gefolgt von einem Einsatz auf dem Panzerkreuzer Tokiwa. Bis zum Dezember 1919 besuchte er als Teil des 17. Jahrgangs den Stabsoffizierlehrgang an der Marinehochschule und wurde nach seinem Abschluss zum Korvettenkapitän befördert. Am 23. Juni 1920 wurde er als Marineattaché nach Großbritannien versetzt und im Dezember desselben Jahres zum Fregattenkapitän befördert. Nach seiner Rückkehr nach Japan im Jahr 1924 diente er als Erster Offizier auf dem Kreuzer Iwate. Ein Jahr später wurde er als Ausbilder an der Kriegsakademie der Marine eingesetzt und im Dezember 1928 zum Kapitän zur See befördert. 1929 erhielt er sein erstes Kommando, den Leichten Kreuzer Isuzu.
Im Dezember 1930 kehrte Takasu nach England zurück, um als militärischer Berater im Stab des Botschafters zu dienen. Während des Gerichtsverfahrens gegen die Verschwörer des Vorfalls vom 15. Mai 1932 wurde er an das Kriegsgericht kommandiert. Am 15. November 1934 wurde er zum Konteradmiral befördert und zum Leiter der 3. Abteilung des kaiserlich-japanischen Admiralsstabs, dem Militärischen Nachrichtenwesen. Als ausgesprochener Gegner des Dreimächtepakts zwischen Japan, dem nationalsozialistischen Deutschen Reich und dem faschistischen Italien war er Mitglied der Fraktion unter der Führung von Yamamoto Isoroku und dem Marineminister Yonai Mitsumasa, die gegen einen Krieg mit den Westmächten votierte. Von 1936 bis 1937 kommandierte er die 1. Träger-Division, die in der Anfangsphase des Zweiten Chinesisch-Japanischen Krieges eingesetzt wurde, und war 1937 Marineberater des jungen Marionettenstaates Mandschukuo. Am 15. November 1938 wurde er zum Vizeadmiral befördert und Kommandant der Marinekriegsakademie. Am 29. September 1939 wurde er Kommandeur der 5. Flotte der japanischen Marine.
Am 29. April 1940 wurde Takasu der Orden der aufgehenden Sonne 1. Klasse verliehen.
Am 15. November 1940 wurde Takasu zum Befehlshaber der 4. Flotte und ab dem 11. August 1941 der 1. Flotte. Als die militärische Lage Japans auf den Salomon-Inseln und anderen Gebieten des Südwestpazifiks prekär wurde, erhielt Takasu ab 15. September 1942 das Kommando über die Südwestflotte. Ab dem 20. September 1943 kam auch die 13. Luftflotte unter sein Kommando. Am 1. März 1944 zum Admiral befördert, wurde er am 18. Juni nach Japan zurückberufen, um das Amt eines militärischen Beraters zu übernehmen. Er starb jedoch nur zwei Monate später an einer Krankheit. Sein Grab befindet sich auf dem Friedhof Aoyama in Tokio.